# 尼克奧納欣水道

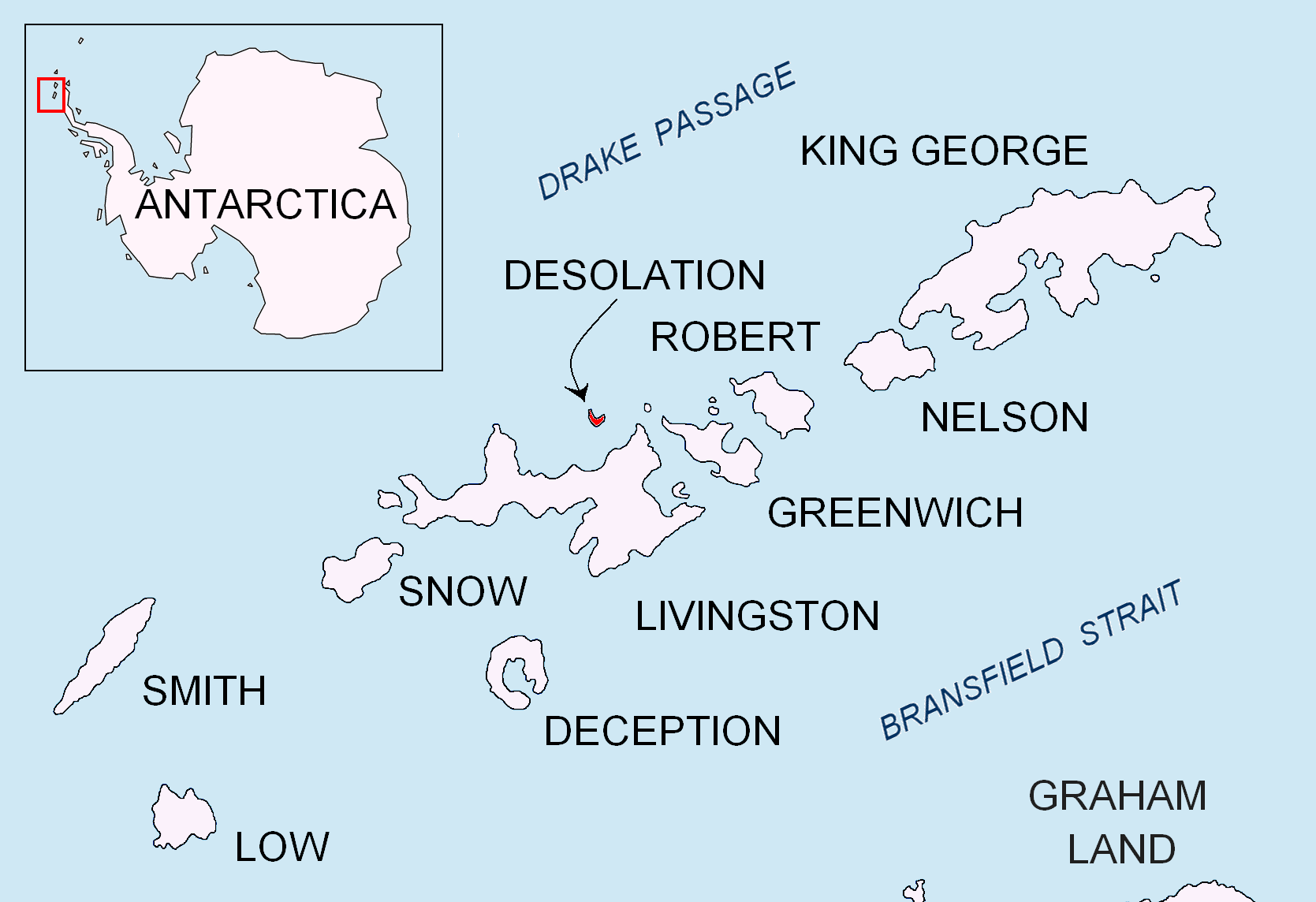
位於南設得蘭群島的德瑟萊申島

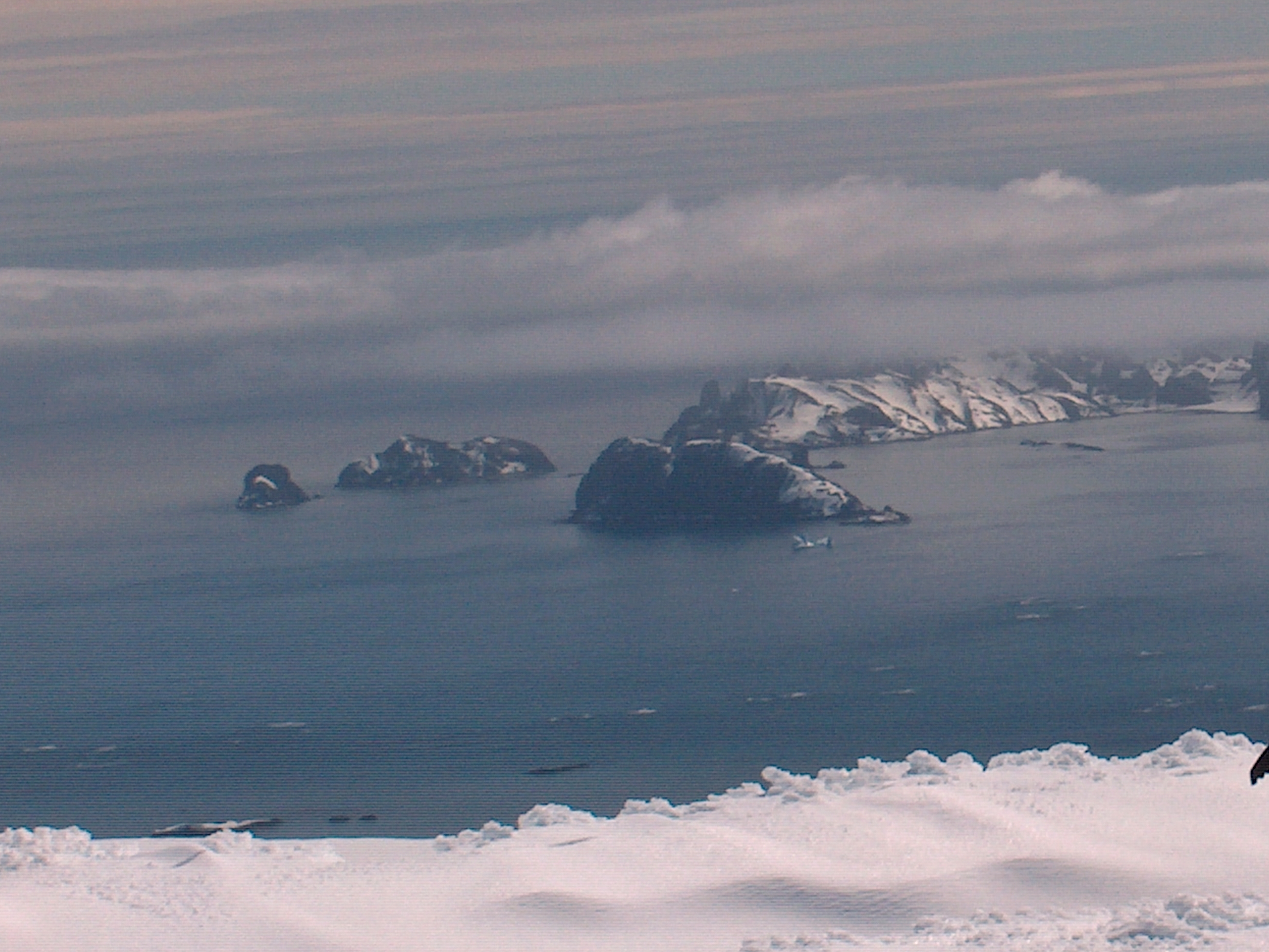
尼克奧納欣水道位於米拉迪諾維島群（左側）與德瑟萊申島（伍德島後方，源自澤門穹丘）之間

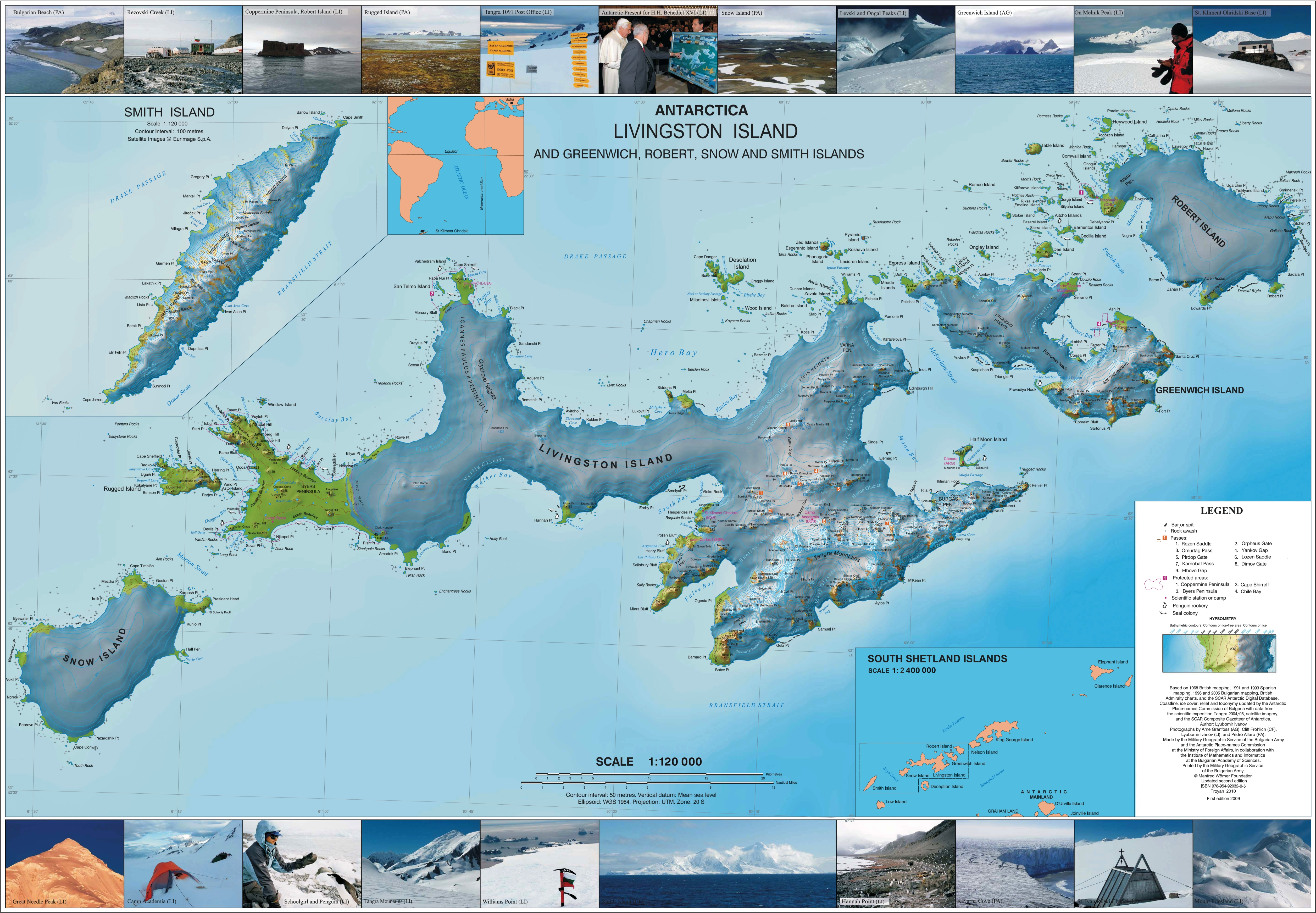
利文斯頓島、格林尼治島、羅伯特島、雪島及史密斯島的地形圖

62°28′16″S 60°20′24″W / 62.47111°S 60.34000°W
尼克奧納欣水道（英語：Neck or Nothing Passage）是一條狹窄的水道，位於通往布萊斯灣的米拉迪諾維島群與德瑟萊申島南端的伊拉塔伊斯角之間。其名字可能源自於1830年之前那些經常光顧布萊斯灣的捕鯨者，他們有時會通過這條通道將船隻運到海上以逃避嚴重的東風。